# Swisscontact
Swisscontact (von englisch swiss für „Schweiz“) ist eine Schweizer Stiftung und wurde 1959 von Persönlichkeiten der Schweizer Wirtschaft und Wissenschaft gegründet. Sie ist ausschliesslich in der internationalen Entwicklungszusammenarbeit tätig und führt seit 1961 eigene und mandatierte Projekte durch. Seit ihrer Gründung steht die Stiftung der Privatwirtschaft nahe.
Im Zentrum der Arbeit steht die Entwicklung integrativer sozioökonomischer Systeme.
Ein zentraler Aspekt der systemischen Interventionen im Privatsektor ist die Förderung von lokalen und globalen Wertschöpfungsketten.

## Organisation
Die Stiftung arbeitet in 39 Ländern mit rund 1'100 Mitarbeitenden und führt rund 120 Projekte, um die wirtschaftliche Stabilität in Entwicklungsländern zu fördern. Der Stiftungssitz ist in Zürich. Dem Stiftungsrat gehören derzeit rund dreissig Persönlichkeiten aus Wirtschaft, Politik und Wissenschaft an.
Die Stiftung erhielt das Gütesiegel der ZEWO. Die Rechnungslegung folgt den Vorschriften von SWISS GAAP FER 21.
Seit 2019 ist das Springfield Centre, Durham (GB), ein Tochterunternehmen von Swisscontact. Das Springfield Centre führt Beratungen, Trainings und Forschungsprojekte im Bereich der systemischen Marktentwicklung durch.

## Geschichte
Anne-Marie Im Hof-Piguet (1916–2010) ergriff erstmals im Februar 1956 die Initiative, eine Schweizer Stiftung für Entwicklungshilfe zu gründen, die von der Privatwirtschaft mitfinanziert wird. Im Hof-Piguet "war der Meinung, dass die Schweiz auf Grund ihres Wohlstands und als Land ohne koloniale Vergangenheit, im Bereich der Entwicklungshilfe eine wichtige Rolle übernehmen könne und müsse". Zusammen mit ihrem ehemaligen Studienkollegen Jacques Freymond und dem liberalen Sydney de Coulon entwarfen sie das Projekt einer nationalen Stiftung für Solidarität. Die drei gelten heute noch als die wichtigsten Initianten der Stiftung. Am 6. Mai 1959 wurde die Schweizerische Stiftung für technische Entwicklungshilfe offiziell gegründet, indem Alt-Bundesrat Ernst Wetter die Stiftung auf dem Notariat Zürich Altstadt errichtete sowie Stiftungsurkunde und Statuten erliess. Erster Präsident der Stiftung wurde Hans Schindler. Die Annahme einer Schweiz ohne koloniale Geschichte ist unterdessen revidiert.

## Arbeitsthemen
Die Arbeit von Swisscontact basiert auf drei Säulen: Stärken der Kompetenzen von Menschen, damit sie ihr Einkommen verbessern und ihre Erwerbschancen verbessern können; Erhöhen der Wettbewerbsfähigkeit von Unternehmen, damit sie wachsen und ihre Widerstandsfähigkeit stärken können; und Förderung der sozioökonomischen Systeme, um eine ganzheitliche Entwicklung für breitenwirksamen Wohlstand zu begünstigen. Folgende Arbeitsthemen stehen im Fokus:
- Berufliche Erstausbildung: Die Stiftung fördert die Entwicklung von Kompetenzen und ist überzeugt, dass dies ein entscheidender Faktor für die soziale Integration und die wirtschaftliche Entwicklung ist und damit langfristig die Armut reduziert. Eine Berufsbildung befähigt junge Menschen, als Angestellte oder als Unternehmerinnen oder Unternehmer tätig zu sein, und erhöht ihre langfristige Arbeitsmarktfähigkeit.

- Arbeitsmarktintegration: Die Stiftung hilft, die Bedürfnisse der Arbeitsuchenden mit den Anforderungen des Arbeitsmarkts abzustimmen und verbindet diese beiden Welten durch die Stärkung der Arbeitsmarktintegration (Labour Market Insertion, LaMI).

- Weiterbildung und Umschulung: Swisscontact betrachtet die kontinuierliche Berufsbildung als wichtigen Pfeiler der wirtschaftlichen Entwicklung und einer nachhaltigen, gerechten Wirtschaft. Überzeugende Aus- und Weiterbildungsmassnahmen sollen dem Bedürfnis der Unternehmen nach Effizienz und Innovation entsprechen. Die Arbeit der Stiftung umfasst Lösungen zur Entwicklung der Humanressourcen sowohl für die Beschäftigten als auch für Erwerbslose und deckt technische und übertragbare Fähigkeiten im formellen und informellen Bereich ab.

- Migration: Die Stiftung bietet Migrantinnen und Migranten aus verschiedenen sozioökonomischen und geografischen Kontexten gezielte Unterstützung, um ihre Arbeitsmarktfähigkeit zu verbessern und die lokalen Märkte zu stärken.

- Nachhaltiger Tourismus:  Swisscontact setzt sich für eine Tourismusentwicklung ein, die Wirtschaftswachstum, Nachhaltigkeit, Geschlechtergleichberechtigung und soziale Integration in Einklang bringt.

- Grüne Städte: Ein zentrales Anliegen von Swisscontact ist, die Gesundheit der Menschen vor negativen Umwelteinflüssen zu schützen, indem in Städten eine Optimierung erzielt wird: nachhaltige städtische Mobilität, Überwachung der Luftqualität, integrierte Abfallwirtschaft, Kreislaufwirtschaft und nachhaltiges Bauen. Seit den 1990er-Jahren hat Swisscontact mehrere Städte – vor allem in Lateinamerika – dabei unterstützt, sich besser für diese Herausforderungen zu wappnen.

- Nachhaltige Landwirtschaft:  Ein integrativer und widerstandsfähiger Agrarsektor ist die Grundlage für die Entwicklung des ländlichen Raums und die Armutsbekämpfung. Swisscontact stützt sich bei der Entwicklung und Implementierung der Projekte auf eine gründliche Bewertung des landwirtschaftlichen Systems und bauen auf die Einbindung der lokalen Akteure, um diese Herausforderungen auf verschiedenen Ebenen anzugehen.

- Unternehmerische Ökosysteme: Swisscontact verfolgt einen Ansatz, der die Weiterentwicklung von Ökosystemen und Gemeinschaften als Schlüssel für das nachhaltige Wachstum unternehmerischer Ökosysteme sieht und das Ziel verfolgt, in den lokalen Gemeinschaften bessere Möglichkeiten für Unternehmerinnen und Unternehmer zu schaffen.

- Handel: Swisscontact erleichtert nationalen und globalen Handel, um das Wachstumspotenzial und die Wettbewerbsfähigkeit von Unternehmen zu verbessern und die nachhaltige Schaffung von Arbeitsplätzen und Einkommen zu fördern.

## Senior Expert Corps
Das Senior Expert Corps wurde 1979 gegründet und ist ein Projekt von Swisscontact. Pensionierte Fachleute aus der Schweiz, vom Handwerker über die Hotelfachfrau bis zum Marketingspezialisten, beraten kleine und mittlere Unternehmen in Entwicklungsländern und Osteuropa. Die Einsätze erfolgen ehrenamtlich. Ihre Einsätze dauern maximal drei Monate. Pro Jahr werden rund 150 Einsätze durchgeführt. Die häufigsten Einsatzbranchen des Senior Expert Corps sind der Tourismus, der Nahrungsmittelbereich und die Berufsbildung.